# The Great American Bash (WCW)
The Great American Bash is een jaarlijks terugkerend pay-per-view (PPV) worstelevenement. Het evenement begon van oorsprong in de NWA (National Wrestling Alliance) en is daarna overgenomen door het WCW (World Championship Wrestling), waar het in 1999 werd stopgezet. Sinds 2004 is het evenement nieuw leven ingeblazen door de WWE onder dezelfde naam.

## NWA

### 1985
Op 6 juli 1985, vond in het Memorial Stadium, in Charlotte, North Carolina de eerste Great American Bash (GAB) plaats.
Hieronder de uitslagen van dit evenement.
| Wie | Match                                                                 | Winnaar                           |
| --- | --------------------------------------------------------------------- | --------------------------------- |
| Jimmy Valiant vs. Paul Jones | Single Match                                                          | Valiant                           |
| Manny Fernandez, Sam Houston en Buzz Tyler vs. Superstar Billy Graham, Konga the Barbarian en Abdullah the Butcher (met Paul Jones) | 6-Man Tag Match                                                       | Fernandez, Houston en Tyler       |
| Ron Bass (met James J. Dillon) vs. Buddy Landell                                                                                    | Single Match                                                          | Niemand                           |
| Ole en Arn Anderson vs. Buzz Sawyer en Dick Slater                                                                                  | National Tag Team Championshipmatch                                   | Ole en Anderson                   |
| Krusher Khruschev en Ivan Koloff vs. The Road Warriors (met Paul Ellering)                                                          | NWA World Tag Team Championshipmatch                                  | Niemand (Dubbele Diskwalificatie) |
| Magnum T.A. vs. Kamala (met Skandor Akbar)                                                                                          | NWA United States Championshipmatch                                   | Magnum T.A.                       |
| Ric Flair vs. Nikita Koloff (met Ivan Koloff)                                                                                       | Special Referee NWA World Championshipmatch (Referee: David Crockett) | Ric Flair                         |
| Dusty Rhodes vs. Tully Blanchard (met Baby Doll)                                                                                    | NWA TV Steel Cage Championshipmatch                                   | Dusty Rhodes                      |

### 1986
In 1986 waren er maar liefst 13 Great American Bashes. Hieronder staan de uitslagen van de 2 belangrijkste.
De uitslagen van deze GAB zijn in dezelfde arena gehouden als die uit 1985, deze keer op 5 juli 1986.
| Wie                                                                             | Match                                    | Winnaar                     |
| ------------------------------------------------------------------------------- | ---------------------------------------- | --------------------------- |
| Denny Brown vs. Steve Regal                                                     | NWA Junior Heavyweight Championshipmatch | Niemand                     |
| Robert Gibson vs. Black Bart                                                    | Single Match                             | Gibson                      |
| Ole en Arn Anderson vs. Sam Houston en Nelson Royal                             | Tag Team Match                           | Ole en Anderson             |
| Manny Fernandez vs. Baron Von Raschke (met Paul Jones)                          | Bunkhouse Match                          | Fernandez                   |
| Wahoo McDaniel vs. Jimmy Garvin (met Precious)                                  | Indian Strap Match                       | McDaniel                    |
| Ron Garvin vs. Tully Blanchard (met James J. Dillon)                            | Taped Fist Match                         | Garvin                      |
| The Road Warriors (met Paul Ellering) vs. Ivan en Nikita Koloff                 | Russian Chain Match                      | The Road Warriors           |
| Jimmy Valiant vs. Shaska Whatley (met Paul Jones)                               | Hair vs. Hair Match                      | Valiant                     |
| Dusty Rhodes, Magnum T.A. en Baby Doll vs. The Midnight Express en Jim Cornette | Steel Cage Match                         | Rhodes, Magnum T.A. en Doll |
| Ric Flair vs. Ricky Morton                                                      | NWA Steel Cage World Championshipmatch   | Ric Flair                   |

Uitslagen van een andere GAB uit 1986 die gehouden werd in het Greensboro Coliseum, in Greensboro, North Carolina, op 26 juli 1986.
| Wie                                                                                         | Match                                      | Winnaar               |
| ------------------------------------------------------------------------------------------- | ------------------------------------------ | --------------------- |
| Steve Regal vs. Sam Houston                                                                 | Single Match                               | Regal                 |
| Black Bart en Konga the Barbarian vs. Denny Brown en Italian Stallion                       | Tag Team Match                             | Bart en Konga         |
| Baron von Raschke (met Paul Jones) vs. Manny Fernandez                                      | Loaded Glove on a Pole Match               | Fernandez             |
| Jimmy Garvin (met Precious) vs. Wahoo McDaniel                                              | Indian Strap Match                         | McDaniel              |
| Tully Blanchard (met James J. Dillon) vs. Ron Garvin                                        | Taped Fist Match                           | Blanchard             |
| The Rock 'N Roll Express vs. Ole en Arn Anderson                                            | Tag Team Match                             | Niemand               |
| Paul Jones (met Shaska Whatley) vs. Jimmy Valiant                                           | Hair vs. Hair Match                        | Jones                 |
| Magnum T.A. vs. Nikita Koloff (met Ivan Koloff)                                             | Best of 7 Series for the Vacant U.S. Title | Magnum T.A.           |
| Baby Doll en The Road Warriors (met Paul Ellering) vs. The Midnight Express en Jim Cornette | Steel Cage Match                           | Road Warriors en Doll |
| Dusty Rhodes vs. Ric Flair                                                                  | NWA Steel Cage World Championshipmatch     | Dusty Rhodes          |

### 1987
In 1987 hield het niet op met de vele GAB's.
Maar liefst 3 waren er gehouden, kort achter elkaar.
Hieronder de uitslagen van de eerste GAB, die gehouden was op 4 juli 1987, in Atlanta, Georgia, in The Omni Coliseum.
| Wie | Match                                | Winnaar                                       |
| --- | ------------------------------------ | --------------------------------------------- |
| Gladiator #1 vs. Kendall Windham | Single Match                         | Windham                                       |
| Sting vs. Thunderfoot #1 | Single Match                         | Sting                                         |
| LazerTron vs. MOD Squad Spike | Single Match                         | LazerTron                                     |
| Jimmy Valiant vs. MOD Squad Basher | Single Match                         | Valiant                                       |
| Barry Windham vs. Rick Steiner | Western States Championshipmatch     | Windham                                       |
| Ron Garvin en Jimmy Garvin (met Precious) vs. Vladimir Petrov en The Barbarian (met Paul Jones)                                                               | Tag Team Match                       | Ron en Jimmy Garvin                           |
| Tim Horner en Brad Armstrong vs. Angel of Death en Big Bubba Rogers (met Skandor Akbar)                                                                       | UWF Tag Team Championshipmatch       | Horner en Armstrong                           |
| Chris Adams vs. Black Bart (Skandor Akbar) | Single Match                         | Adams (door Diskwalificatie)                  |
| The Fabulous Freebirds vs. Ivan Koloff, Manny Fernandez en Paul Jones                                                                                         | 6 Man Tag Match                      | The Fabulous Freebirds                        |
| The Rock 'N Roll Express vs. The Midnight Express (met Jim Cornette)                                                                                          | NWA World Tag Team Championshipmatch | The Rock 'N Roll Express                      |
| Dr. Death: Steve Williams vs. Dick Murdoch | Texas Death Match                    | Dr. Death: Steve Williams                     |
| The Road Warriors, Nikita Koloff, Dusty Rhodes en Paul Ellering vs. Ric Flair, Arn Anderson, Lex Luger, Tully Blanchard en James J. Dillon (met Dark Journey) | War Games Match                      | The Road Warriors, Koloff, Rhodes en Ellering |

De 2e GAB van 1987 was gehouden op 18 juli 1987, weer in dezelfde arena als waar het in 1985 werd gehouden.
| Wie                                                                                        | Match                                                         | Winnaar                          |
| ------------------------------------------------------------------------------------------ | ------------------------------------------------------------- | -------------------------------- |
| Kendall Windham, Jimmy Valiant en LazerTron vs. Sean Royal, Gladiator #1 en Gladiator #2   | 6-Man Tag Team Match                                          | Windham, Valiant en LazerTron    |
| Chris Adams vs. Black Bart (met Skandor Akbar)                                             | Single Match                                                  | Adams                            |
| Barry Windham vs. Big Bubba Rogers (Skandor Akbar)                                         | Western States Championshipmatch                              | Windham                          |
| Dr. Death: Steve Williams en Terry Gordy vs. Eddie Gilbert en Dick Murdoch                 | Bunkhouse Match                                               | Williams en Gordy                |
| The Midnight Express (met Jim Cornette) vs. Michael Hayes en Buddy Roberts                 | NWA US Tag Team Championshipmatch                             | The Midnight Express             |
| The Rock 'N Roll Express vs. The MOD Squad                                                 | NWA World Tag Team Championshipmatch                          | The Rock 'N Roll Express         |
| Road Warrior Animal (met Paul Ellering) vs. Arn Anderson (met James J. Dillon)             | Taped Fist Match                                              | Animal                           |
| Lex Luger (met James J. Dillon) vs. Nikita Koloff                                          | NWA United States Championshipmatch                           | Luger                            |
| Ric Flair (met James J. Dillon) vs. Road Warrior Hawk (met Paul Ellering)                  | NWA World Championshipmatch                                   | Ric Flair (door Diskwalificatie) |
| Dusty Rhodes (met Barry Windham) vs. Tully Blanchard (met James J. Dillon en Dark Journey) | Lights-Out Non-Title Barbed Wire $100.000 Dollar Ladder Match | Dusty Rhodes                     |

De 3e GAB vond plaats op 31 juli 1987 in Miami, Florida in het Orange Bowl Stadium.
Dit was de laatste GAB in 1987 die plaatsvond.
| Wie | Match                                  | Winnaar                                       |
| --- | -------------------------------------- | --------------------------------------------- |
| Manny Fernandez en The Barbarian (met Paul Jones) vs. Randy Mulkey en Bill Mulkey                                                                                                 | Tag Team Match                         | Fernandez en The Barbarian                    |
| Barry Windham vs. Incubus | Western States Championshipmatch       | Windham                                       |
| The Sheepherders vs. Jimmy Garvin en Ron Garvin (met Precious) | NWA Florida Tag Team Championshipmatch | The Sheepherders                              |
| Mike Rotunda vs. Ivan Koloff | NWA Florida Championshipmatch          | Rotunda                                       |
| Kevin Sullivan vs. Dory Funk Jr. | Texas Death Match                      | Sullivan                                      |
| The Rock 'N Roll Express vs. The Midnight Express (met Jim Cornette) | NWA World Tag Team Championshipmatch   | The Rock 'N Roll Express                      |
| The Road Warriors, Dusty Rhodes, Nikita Koloff en Paul Ellering vs. Ric Flair, Arn Anderson, Lex Luger, Tully Blanchard en The War Machine (met James J. Dillon) en Dark Journey) | War Games Match                        | The Road Warriors, Rhodes, Koloff en Ellering |

### 1988
Het feest van de GAB kwam pas een jaar later terug, namelijk op 10 juli 1988, in Baltimore, Maryland in de Baltimore Arena.
| Wie | Match                                        | Winnaar                                     |
| --- | -------------------------------------------- | ------------------------------------------- |
| Rick Steiner en Dick Murdoch vs. Tim Horner en Kendall Windham | Tag Team Match                               | Steiner en Murdoch                          |
| Arn Anderson en Tully Blanchard (met James J. Dillon) vs. Sting en Nikita Koloff | NWA Tag Team Championshipmatch               | Niemand                                     |
| The Fantastics vs. The Midnight Express (met Jim Cornette) | NWA United States Tag Team Championshipmatch | The Midnight Express                        |
| The Road Warriors, Dr. Death: Steve Williams, Jimmy Garvin en Ron Garvin (met Precious) vs. Kevin Sullivan, Mike Rotunda, Al Perez, The Russian Assassin en Ivan Koloff (met Gary Hart) | Tower of Doom Match                          | The Road Warriors, Williams, en de Garvin's |
| Barry Windham (met James J. Dillon) vs. Dusty Rhodes | NWA United States Championshipmatch          | Windham                                     |
| Ric Flair (met James J. Dillon) vs. Lex Luger | NWA World Tag Team Championchipmatch         | Ric Flair                                   |

### 1989
Op 23 juli 1989 vond in dezelfde arena als in 1988 weer de GAB plaats.
| Wie | Match                                  | Winnaar                                             |
| --- | -------------------------------------- | --------------------------------------------------- |
| Meerdere Tag Teams | Two Ring Battle Royal                  | Sid Vicious en Dan Spivey                           |
| Brian Pillman vs. Bill Irwin | Single Match                           | Pillman                                             |
| The Skyscrapers (met Theodore Long) vs. Johnny Ace en Shane Douglas                                                                                                  | Tag Team Match                         | The Skyscrapers                                     |
| Jim Cornette vs. Paul E. Dangerously | Tuxedo Match                           | Cornette                                            |
| The Steiner Brothers vs. Mike Rotunda en Kevin Sullivan | Texas Tornado Match                    | The Steiner Brothers                                |
| The Great Muta (met Gary Hart) vs. Sting | NWA World Television Championshipmatch | Sting                                               |
| Lex Luger vs. Ricky Steamboat | NWA United States Championshipmatch    | Lex Luger (door Diskwalificatie)                    |
| The Road Warriors, The Midnight Express en Dr. Death: Steve Williams (met Jim Cornette) vs. The Fabulous Freebirds en The Samoan Swat Team (met Paul E. Dangerously) | War Games Match                        | The Road Warriors, The Midnight Express en Williams |
| Ric Flair vs. Terry Funk (met Gary Hart) | NWA World Championshipmatch            | Ric Flair                                           |

### 1990
Wederom in Baltimore, Maryland, in de Baltimore Arena, werd ook in 1990 de GAB hier gehouden, op 7 juli 1990.
| Wie | Match                                | Winnaar                  |
| --- | ------------------------------------ | ------------------------ |
| David Sierra vs. Mr.X                                                                                       | Single Match                         | Sierra                   |
| Doug Furnas vs. Dutch Mantel                                                                                | Single Match                         | Furnas                   |
| Mike Rotunda vs. The Iron Sheik                                                                             | Single Match                         | Rotunda                  |
| Brian Pillman vs. Buddy Landell                                                                             | Single Match                         | Pillman                  |
| Doom (met Theodore Long) vs. The Rock 'N Roll Express                                                       | NWA World Tag Team Championshipmatch | Doom                     |
| Paul Orndorff, Junkyard Dog en El Gigante vs. Sid Vicious, Arn Anderson en Barry Windham (met Ole Anderson) | 6-Man Tag Match                      | Orndorff, Dog en Gigante |
| Harley Race vs. Tommy Rich                                                                                  | Single Match                         | Race                     |
| Big Van Vader vs. Tom Zenk                                                                                  | Single Match                         | Van Vader                |
| The Steiner Brothers vs. The Fabulous Freebirds                                                             | Tag Team Match                       | The Steiner Brothers     |
| The Midnight Express vs. Tracy Smothers en Steve Armstrong                                                  | Tag Team Match                       | The Midnight Express     |
| Lex Luger vs. "Mean" Mark Callous (met Paul E. Dangerously)                                                 | NWA United States Championshipmatch  | The Steiner Brothers     |
| Sting (met The Dudes with Attitudes) vs. Ric Flair (met Ole Anderson)                                       | NWA World Championshipmatch          | Sting                    |

## WCW
Vanaf 1991 neemt WCW het over van de NWA, ook al was het de WCW die de GAB organiseerde, bleek het toch een van de allerslechste GAB te zijn geweest, tot nu toe. Fans wilden Ric Flair zien, en niet al die WCW wrestlers. Ook maakte Eric Bisschof (later General Manager van WWE RAW) zijn debuut als commentator.
De GAB van 1991 werd wederom gehouden in de Baltimore Arena, in Baltimore, Maryland. Dit keer op 14 juli 1991.
Hieronder de uitslagen van alle jaren dat WCW de host van de GAB was.

### 1991
| Wie | Match                                  | Winnaar                       |
| --- | -------------------------------------- | ----------------------------- |
| P.N. News en Bobby Eaton vs. "Stunning" Steve Austin en Terrance Taylor (met Lady Blossom en Alexandra York) | Capture the Flag Scaffold Match        | P.N. News en Eaton            |
| The Yellow Dog vs. Johnny B. Badd (met Theodore Long)                                                        | Single Match                           | Dog                           |
| Ron Simmons vs. Oz (met Merlin)                                                                              | Single Match                           | Simmons                       |
| Big Josh vs. Black Blood (met Kevin Sullivan)                                                                | Single Match                           | Josh                          |
| Dustin Rhodes, Tracy Smothers en Steve Armstrong vs. The Fabulous Freebirds (met Big Daddy Dink)             | Elimination Tag Team Match             | Rhodes, Smothers en Armstrong |
| The Diamond Studd (met Diamond Dallas Page) vs. Tom Zenk                                                     | Single Match                           | The Diamond Studd             |
| El Gigante vs. One Man Gang (met Kevin Sullivan)                                                             | Single Match                           | El Gigante                    |
| Richard Morton (met Alexandra York en Mr. Hughes) vs. Robert Gibson                                          | Single Match                           | Morton                        |
| Nikita Koloff vs. Sting                                                                                      | Russian Chain Match                    | Koloff                        |
| Lex Luger (met Harley Race en Mr. Hughes) vs. Barry Windham                                                  | WCW Steel Cage World Championshipmatch | Luger                         |
| Rick Steiner en Missy Hyatt vs. Arn Anderson en Paul E. Dangerously                                          | Steel Cage Tag Team Match              | Steiner en Hyatt              |

### 1992
Het jaar erna werd de GAB gehouden in Atlanta, Georgia in het Omni Colliseum, op 5 juli 1992.
| Wie                                                               | Match                                   | Winnaar                           |
| ----------------------------------------------------------------- | --------------------------------------- | --------------------------------- |
| Bobby Eaton (met Paul E. Dangerously) vs. Larry Zbyszko           | Single Match                            | Eaton                             |
| Justin Liger vs. Johnny B. Badd                                   | Single Match                            | Niemand                           |
| Dustin Rhodes vs. Greg Valentine                                  | Single Match                            | Rhodes                            |
| Ron Simmons vs. Super Invader (met Harley Race)                   | Single Match                            | Simmons                           |
| Barry Windham vs. "Stunning" Steve Austin (met Madusa)            | Single Match                            | Windham                           |
| Terry Gordy en Dr. Death: Steve Williams vs. The Steiner Brothers | WCW World Tag Team Championshipmatch    | Gordy en Williams                 |
| Rick Rude (met Madusa) vs. Nikita Koloff                          | WCW United States Championshipmatch     | Niemand (Dubbele Diskwalificatie) |
| Brad Armstrong vs. Scotty Flamingo                                | WCW Light Heavyweight Championshipmatch | Armstrong                         |
| Sting vs. Arn Anderson (met Paul E. Dangerously)                  | WCW World Championshipmatch             | Sting                             |

Een week later was er tot iedereen's grote verbazing nog een GAB, dit keer op 12 juli 1992 in Albany, Georgia in de Albany Civic Center. Dit keer stond de GAB in het teken van een NWA World Tag Team Title Tournament.
| Wie                                                                                               | Match                                | Winnaar             |
| ------------------------------------------------------------------------------------------------- | ------------------------------------ | ------------------- |
| Kwart Finale                                                                                      |                                      |                     |
| Nikita Koloff en Ricky Steamboat vs. Jushin Liger en Brian Pillman                                | World Tag Team Qualifying Match      | Koloff en Steamboat |
| Dustin Rhodes en Barry Windham vs. "Stunning" Steve Austin en Rick Rude (met Paul E. Dangerously) | World Tag Team Qualifying Match      | Rhodes en Windham   |
| Hiro Hase en Shinya Hashimoto vs. The Fabulous Freebirds                                          | World Tag Team Qualifying Match      | Hase en Hashimoto   |
| Halve Finale                                                                                      |                                      |                     |
| Terry Gordy en Dr. Death: Steve Williams vs. Nikita Koloff en Ricky Steamboat                     | World Tag Team Qualifying Match      | Gordy en Williams   |
| Dustin Rhodes en Barry Windham vs. Hiro Hase en Shinya Hashimoto                                  | World Tag Team Qualifying Match      | Rhodes en Windham   |
| Finale                                                                                            |                                      |                     |
| Terry Gordy en Dr. Death: Steve Williams vs. Dustin Rhodes en Barry Windham                       | NWA World Tag Team Championshipmatch | Gordy en Williams   |
| Dark Match                                                                                        |                                      |                     |
| Super Invader (met Harley Race) vs. Marcus Bagwell                                                | Single Match                         | Invader             |
| Andere Match                                                                                      |                                      |                     |
| Vader (met Harley Race) vs. Sting                                                                 | WCW World Championshipmatch          | Vader               |

### 1995
Dit keer op 18 juni 1995, in Dayton, Ohio in de Hara Arena.
| Wie                                                                                                | Match                                | Winnaar                       |
| -------------------------------------------------------------------------------------------------- | ------------------------------------ | ----------------------------- |
| Alex Wright vs. Brian Pillman                                                                      | Single Match                         | Wright                        |
| Dave Sullivan vs. Diamond Dallas Page (met Diamond Doll Kimberly en Maxx Muscle)                   | Arm Wrestling Match                  | Sullivan                      |
| Jim Duggan vs. Craig Pittman                                                                       | Single Match                         | Duggan (door Diskwalificatie) |
| Harlem Heat (met Sherri Martel) vs. Dick Slater en Bunkhouse Buck (met Colonel Rob Parker en Meng) | Single Match                         | Heat                          |
| Renegade vs. Arn Anderson                                                                          | WCW Television Championshipmatch     | Doom                          |
| The Nasty Boys vs. Earl Robert Eaton en Lord Steven Regal                                          | WCW World Tag Team Championshipmatch | The Nasty Boys                |
| Sting vs. Meng (met Colonel Rob Parker)                                                            | WCW United States Championshipmatch  | Sting                         |
| Ric Flair vs. Randy Savage (met Angelo Poffo)                                                      | Single Match                         | Flair                         |

### 1996
Weer terug in de Baltimore Arena, is de GAB terug op 16 juni 1996
| Wie | Match                               | Winnaar              |
| --- | ----------------------------------- | -------------------- |
| The Steiner Brothers vs. Scott Norton en Ice Train                                                                                              | Tag Team Match                      | The Steiner Brothers |
| Konnan vs. El Gato | WCW United States Championshipmatch | Konnan               |
| Diamond Dallas Page vs. Marcus Bagwell (met Scott Riggs)                                                                                        | Single Match                        | Diamond Dallas Page  |
| Dean Malenko vs. Rey Mysterio Jr. | WCW Cruiserweight Championshipmatch | Malenko              |
| The Booty Man (met The Booty Girl) vs. Hugh Morrus                                                                                              | Single Match                        | The Booty Man        |
| John Tenta vs. Big Bubba Rogers (met Jimmy Hart)                                                                                                | Single Match                        | Tenta                |
| Chris Benoit vs. Kevin Sullivan (met Jimmy Hart)                                                                                                | Falls Count Anywhere Match          | Benoit               |
| Sting vs. Lord Steven Regal | Single Match                        | Sting                |
| Ric Flair en Arn Anderson (met Woman en Miss Elizabeth) vs. Kevin Greene en Steve McMichael (met Randy Savage, Debra McMichael en Terri Greene) | Tag Team Match                      | Flair en Anderson    |
| The Giant (met Jimmy Hart) vs. Lex Luger | WCW World Championshipmatch         | The Giant            |

### 1997
Een jaar wordt overgeslagen. De GAB dit keer op 15 juni 1997 wordt gehouden in Moline, Illinois in The MARK of the Quad Cities Arena.
| Wie                                                                             | Match                                     | Winnaar                     |
| ------------------------------------------------------------------------------- | ----------------------------------------- | --------------------------- |
| Ultimo Dragon vs. Psicosis (met Sonny Onoo)                                     | Single Match                              | Dragon                      |
| Harlem Heat (met Sherri Martel) vs. The Steiner Brothers                        | 2 on 1 Handicap Match                     | Heat (door Diskwalificatie) |
| Konnan vs. Hugh Morrus                                                          | Single Match                              | Konnan                      |
| Glacier vs. Wrath (met James Vandenburg en Mortis vastgeketend aan de ringhoek) | Single Match                              | Glacier                     |
| Akira Hokuto (met Sonny Ohoo) vs. Madusa                                        | WCW Women's Championship Retirement Match | Hokuto                      |
| Chris Benoit vs. Meng                                                           | Death Match                               | Benoit                      |
| Kevin Greene vs. Steve McMichael (met Debra McMichael)                          | Single Match                              | Greene                      |
| Scott Hall en Kevin Nash vs. Ric Flair en Roddy Piper                           | WCW World Tag Team Championshipmatch      | Hall en Nash                |
| Randy Savage (met Miss Elizabeth) vs. Diamond Dallas Page                       | No Disqualification Match                 | Savage                      |

### 1998
14 juni 1998, weer in de Baltimore Arena.
| Wie                                                                        | Match                                                 | Winnaar                             |
| -------------------------------------------------------------------------- | ----------------------------------------------------- | ----------------------------------- |
| Booker T vs. Chris Benoit                                                  | No. 1 Contenders Match for the World Television Title | Booker T                            |
| Chris Kanyon vs. Perry Saturn                                              | Single Match                                          | Kanyon                              |
| Chris Jericho vs. Dean Malenko                                             | WCW Cruiserweight Championshipmatch                   | Chris Jericho (door Diskwalificaie) |
| Juventud vs. Reese (met Lodi en Riggs)                                     | WCW Cruiserweight Championshipmatch                   | Malenko                             |
| Chavo Guerrero vs. Eddie Guerrero                                          | Single Match                                          | Chavo Guerrero                      |
| Booker T vs. Finlay                                                        | WCW Television Championshipmatch                      | Booker T                            |
| Bill Goldberg vs. Konnan (met Rick Rude en Curt Hennig)                    | WCW United States Championshipmatch                   | Goldberg                            |
| Hulk Hogan en Bret Hart (met The Disciple) vs. Roddy Piper en Randy Savage | Tag Team Match                                        | Hart en Hogan                       |
| Roddy Piper vs. Randy Savage                                               | Single Match                                          | Piper                               |
| Sting vs. The Giant                                                        | WCW World Tag Team Championshipmatch                  | Sting en Nash                       |

### 1999
Naderend aan het volgende millennium, vond het laatste jaar van het oude millennium nog een GAB plaats, op 13 juni 1999, in Baltimore, Maryland in de Baltimore Arena.
| Wie                                                                                        | Match                                                | Winnaar                      |
| ------------------------------------------------------------------------------------------ | ---------------------------------------------------- | ---------------------------- |
| Hak (met Chastity) vs. Brian Knobbs (met Jimmy Hart)                                       | Hardcore Match                                       | Hak                          |
| Van Hammer vs.Mikey Whipwreck                                                              | Single Match                                         | Van Hammer                   |
| Buff Bagwell vs. Disco Inferno                                                             | Single Match                                         | Bagwell                      |
| Konnan en Rey Mysterio vs. Curt Hennig en Bobby Duncum Jr.                                 | Tag Team Match                                       | Konnan en Mysterio           |
| Ernest Miller (met Sonny Onoo) vs. Horace Hogan                                            | Single Match                                         | Miller                       |
| Ric Flair (met Arn Anderson en Asya) vs. Roddy Piper                                       | Winnaar wordt President van WCW Match                | Flair (door Diskwalificatie) |
| Rick Steiner vs. Sting                                                                     | No Disqualification WCW Television Championshipmatch | Steiner                      |
| Diamond Dallas Page en Chris Kanyon (met Bam Bam Bigelow) vs. Chris Benoit en Perry Saturn | WCW Tag Team Championshipmatch                       | DDP en Kanyon                |
| Kevin Nash vs. Randy Savage (met Gorgeous George, Madusa en Miss Madness)                  | WCW World Championshipmatch                          | Nash (door Diskwalificatie)  |